# Naturschutzgebiet Eifgenbachtal und Seitentäler
Das Naturschutzgebiet Eifgenbachtal und Seitentäler ist ein Naturschutzgebiet im Bereich der Stadt Wermelskirchen im Rheinisch-Bergischen Kreis. Südlich gehört ein kleiner Teil zum Gemeindegebiet Odenthal.

## Beschreibung

### Wermelskirchen
Das Naturschutzgebiet umfasst das gesamte Eifgenbachtal von der Quelle nordöstlich von Wermelskirchen bis an die Gemeindegrenze von Odenthal. Dazu gehören die Seitentäler bei Kovelsberg und bei Assmannskotten, das Braunsberger Bachtal, das Bachtal bei Pantholz, das Kolfhausener Bachtal, das Löher Bachtalsystem, das Hilgener Bachtal sowie mehrere kleinere Seitentäler im Süden des Stadtgebiets von Wermelskirchen. Des Weiteren sind die mit Laubholz bestandenen und oft durch Siefen zergliederten Talhänge mit
einbezogen.

### Odenthal
Das Naturschutzgebiet erstreckt sich im Gemeindegebiet Odenthal von der Mündung des Eifgenbachs in die Dhünn nach Norden bis an die Stadtgrenze von Wermelskirchen.

## Schutzziele
Die Schutzausweisung ist erfolgt
- Zur Erhaltung und Entwicklung eines zusammenhängenden und in weiten Teilen naturnahen, für den regionalen Biotopverbund besonders wichtigen Bachtalsystems einschließlich seiner Quellen, der artenreichen und wertvollen zum Teil brachgefallenen Grünlandbereiche sowie der ausgedehnten ilexreichen Buchenbestände und Altholzbestände mit Eichen und Buchen an den Hängen,
- Zur Erhaltung, Entwicklung und Pflege des vielgestaltigen Biotopkomplexes als Lebensraum vieler seltener und gefährdeter Pflanzen- und Tierarten,
- Zur Erhaltung und Entwicklung von Nass- und Feuchtgrünland, Auenwäldern, Ufergehölzen und naturnahen Quellbereichen,
- Zur Erhaltung der besonders wertvollen Quellfluren und der für das Rheinland bedeutenden und einmaligen Moosflora,
- Zur Erhaltung eines geowissenschaftlich wertvollen ehemaligen Steinbruchs mit Rippelmarken in der Nähe von Bökershammer.[2]

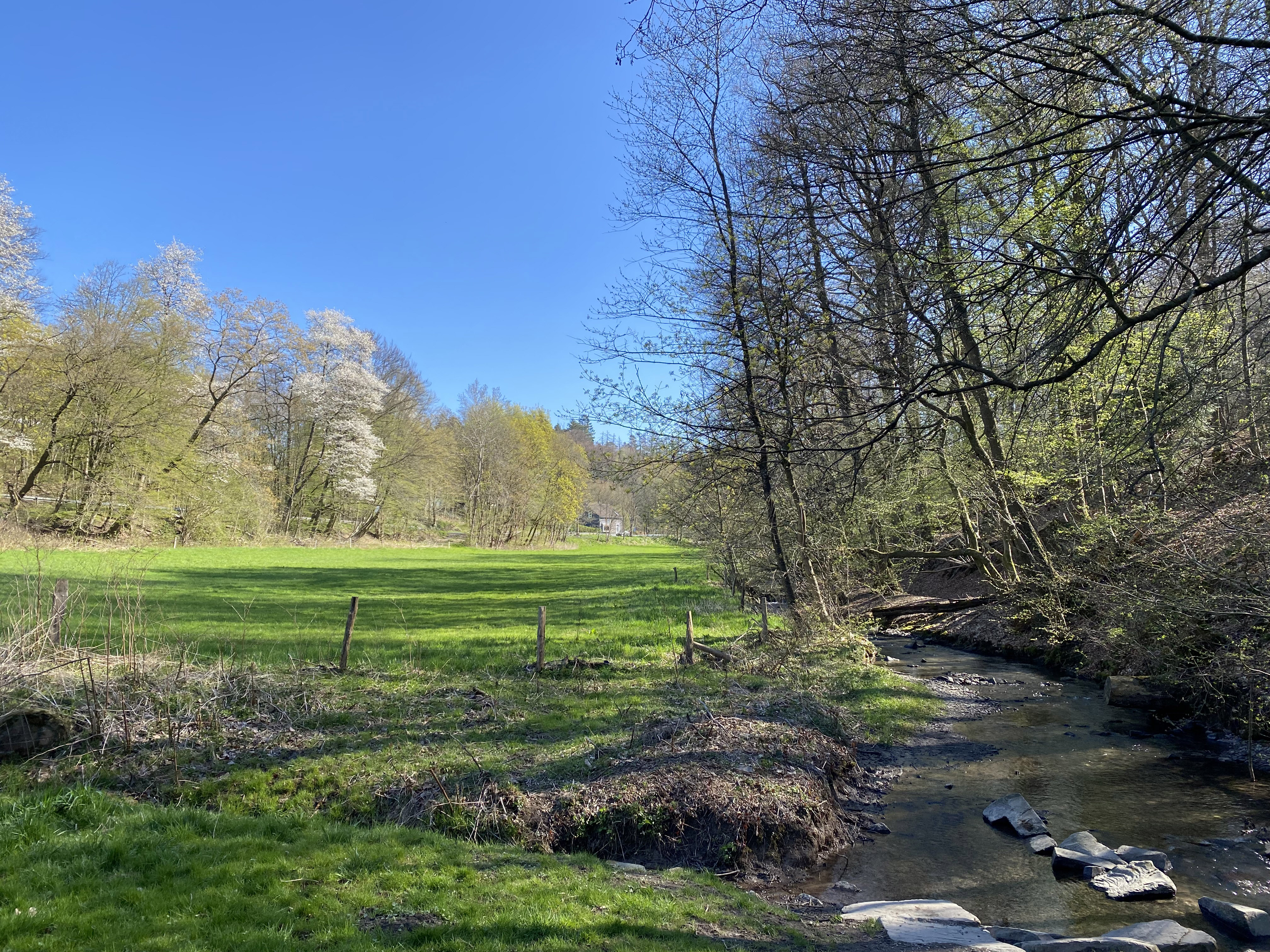
Frühling am Eifgenbach
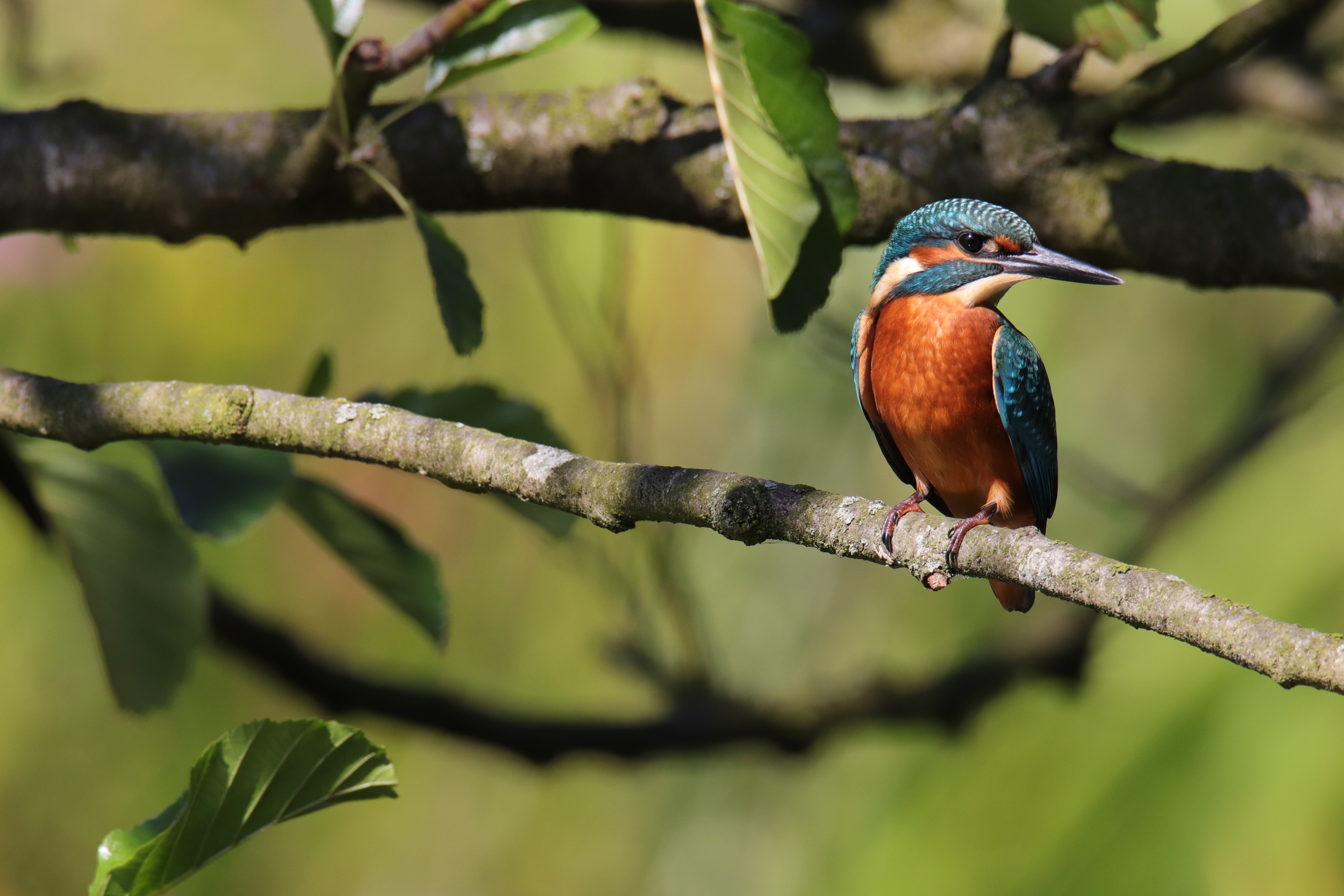
Eisvogel (Alcedo atthis)
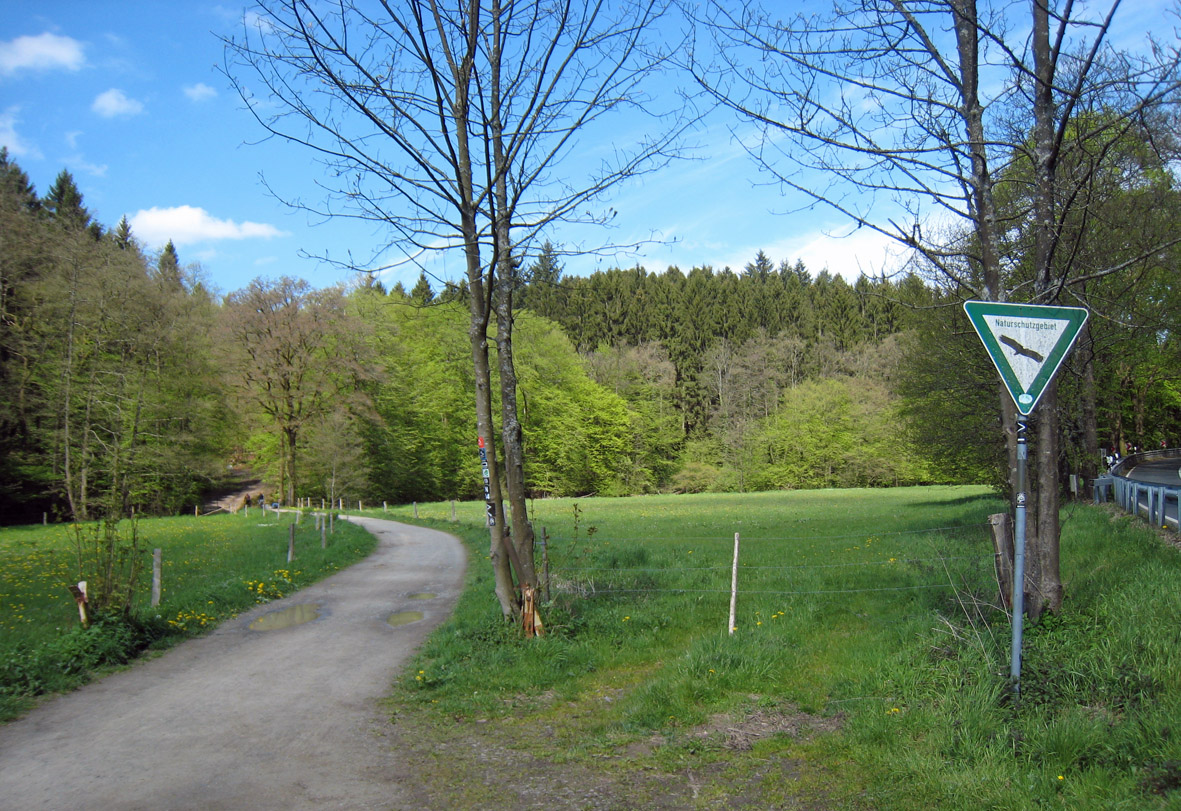
Eingang zum Naturschutzgebiet in Altenberg
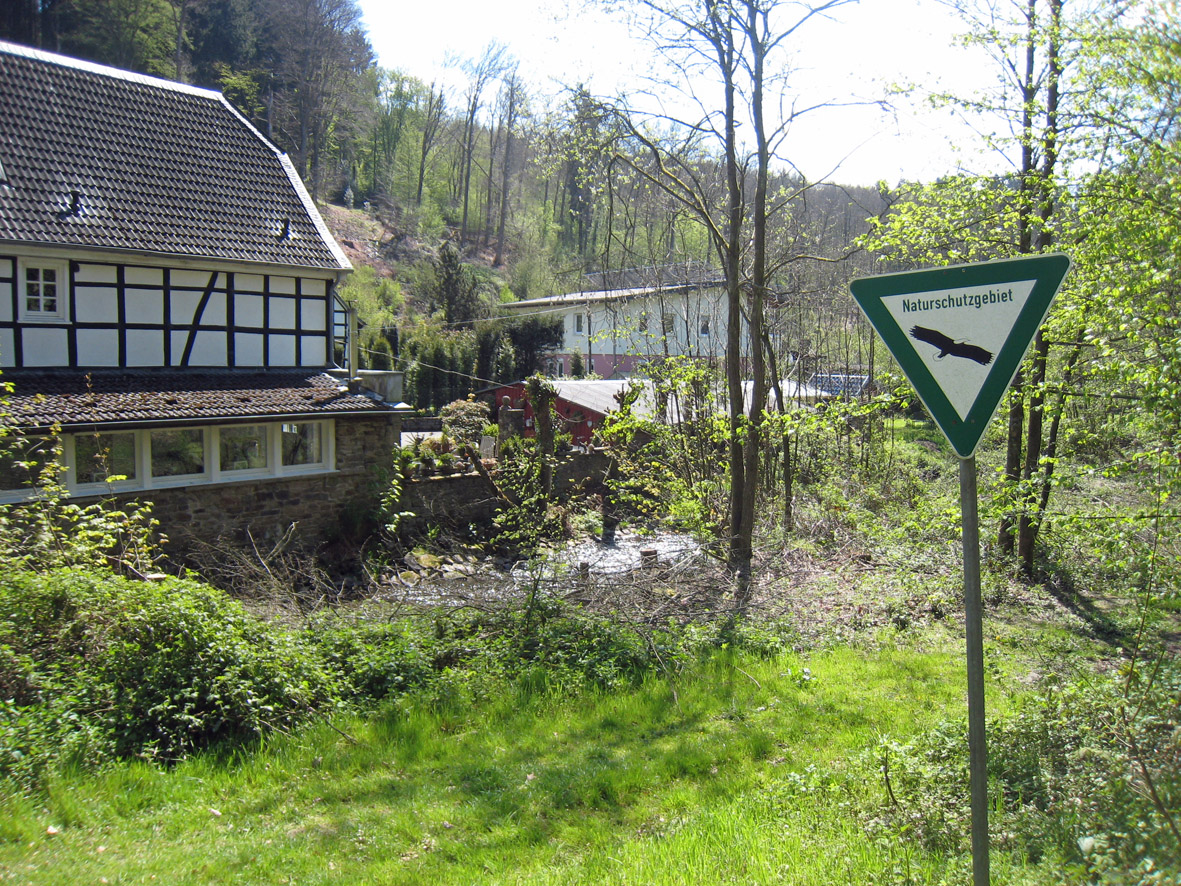
Der Eifgenbach an der Markusmühle
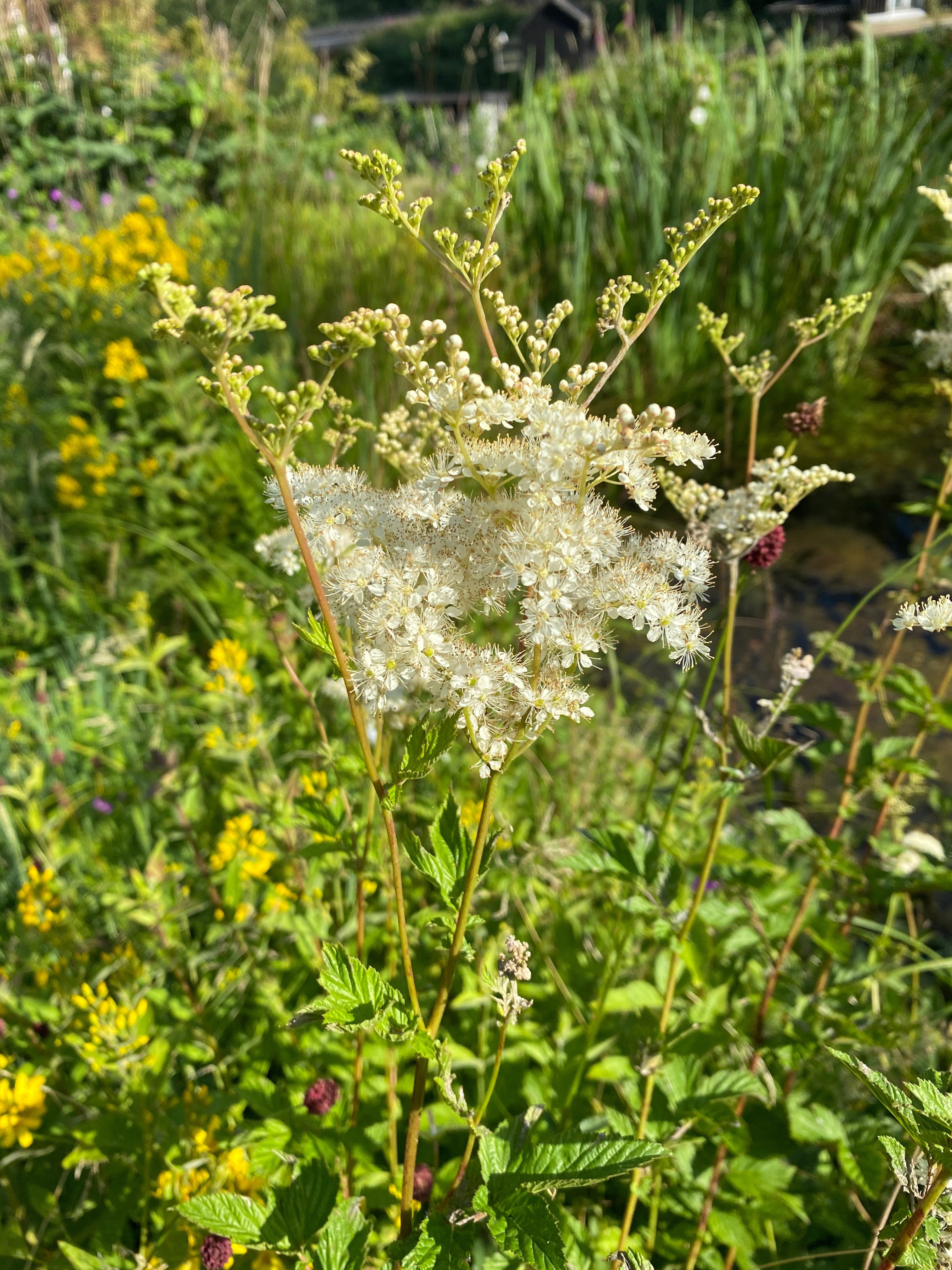
Echtes Mädesüß (Filipendula ulmaria)
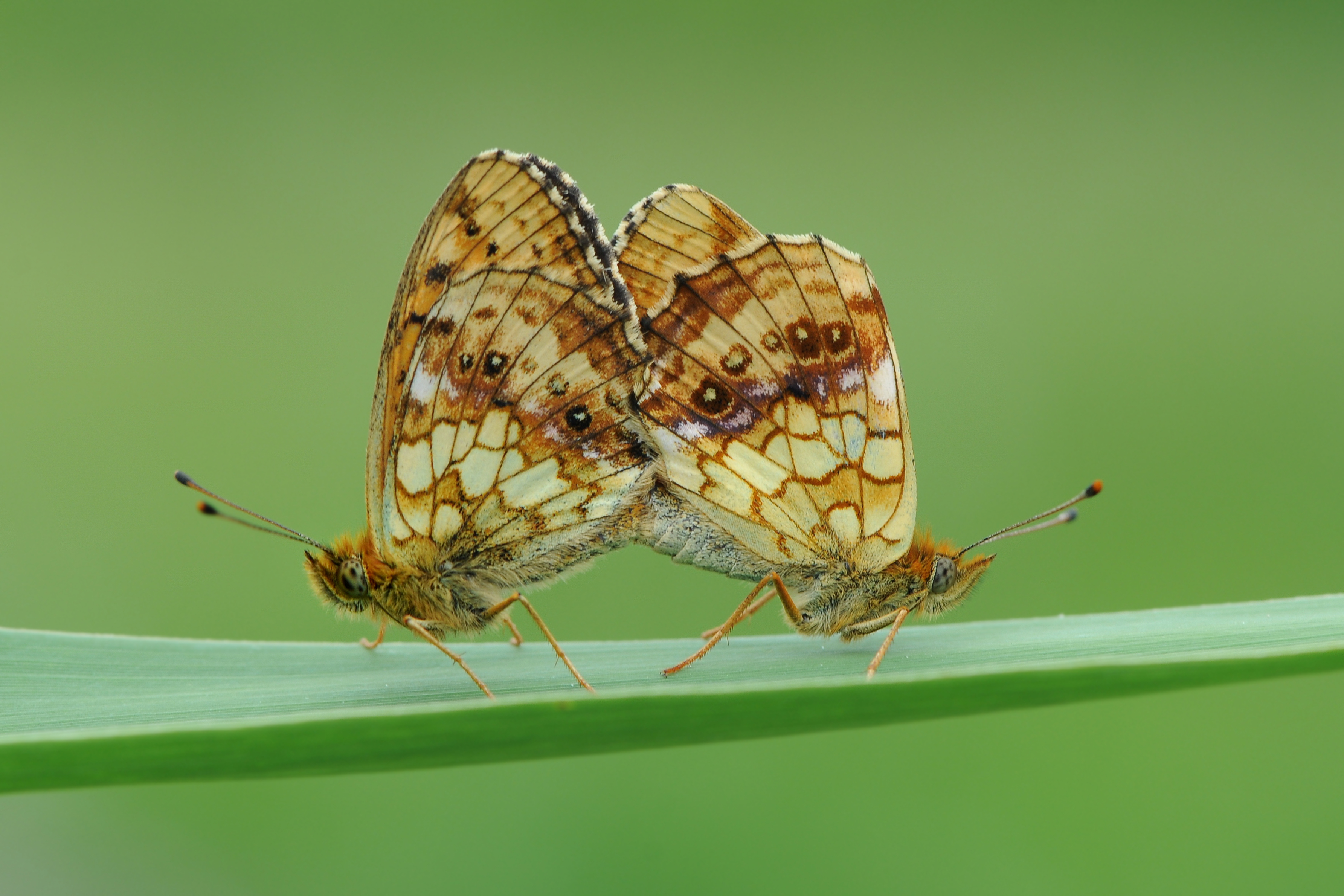
Mädesüß-Perlmuttfalter (Brenthis ino)
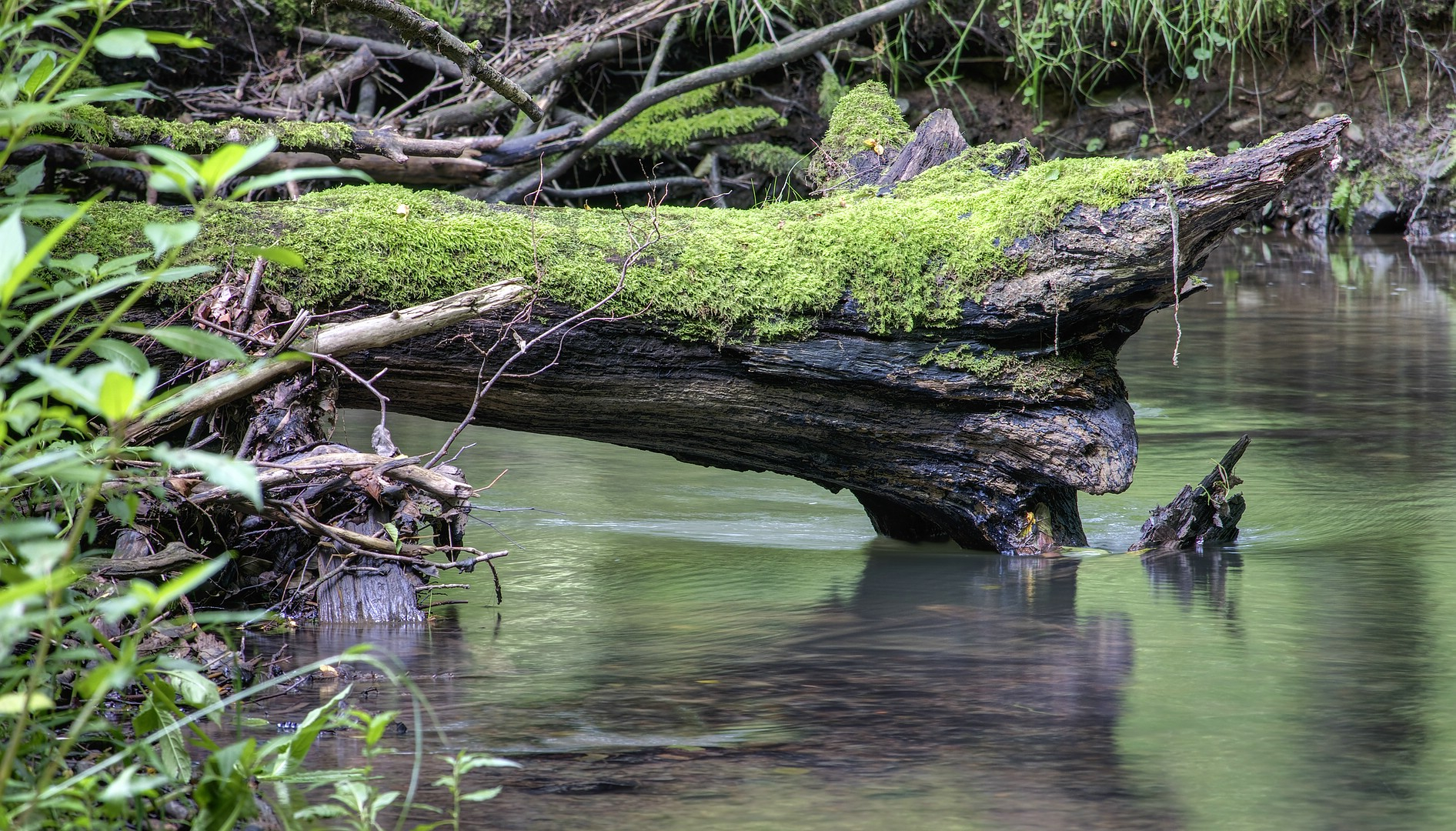
Im Eifgenbachtal
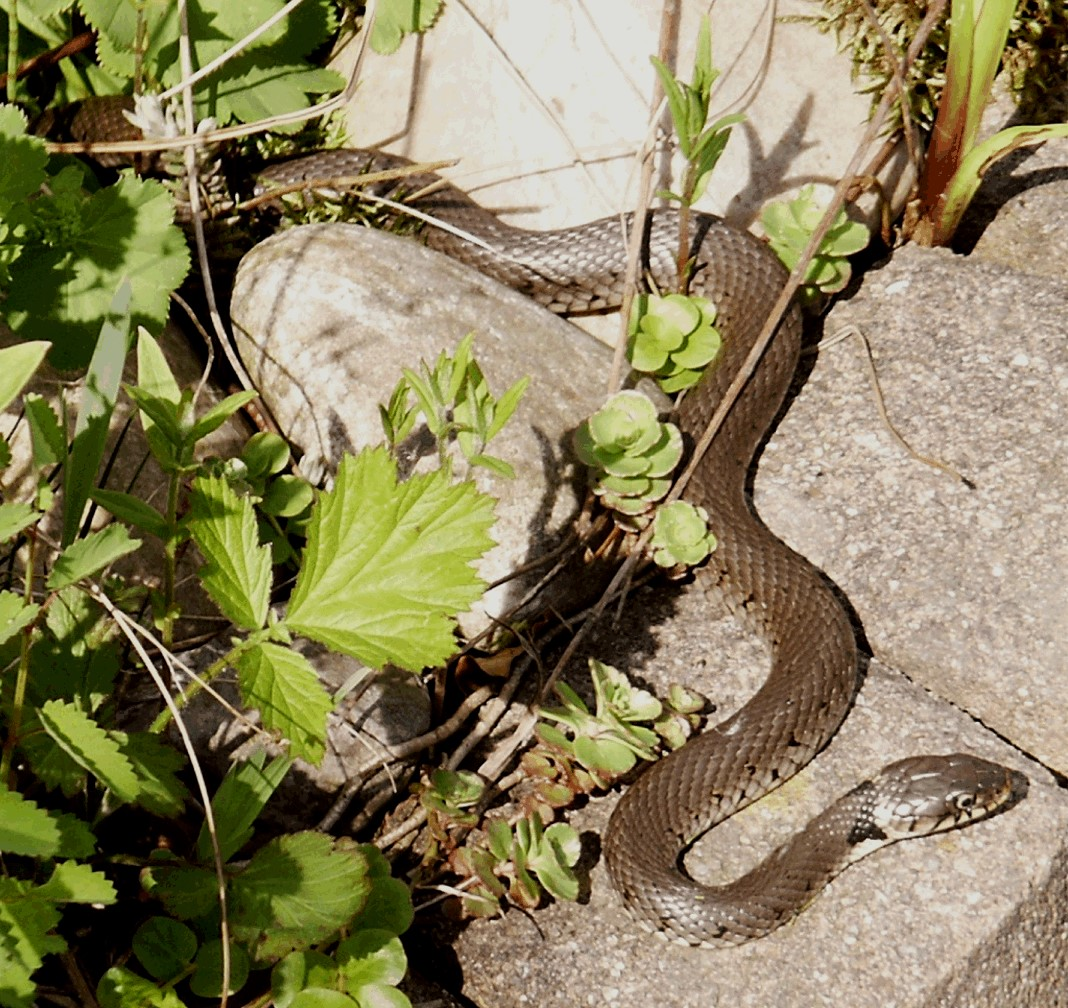
Ringelnatter (Natrix natrix)
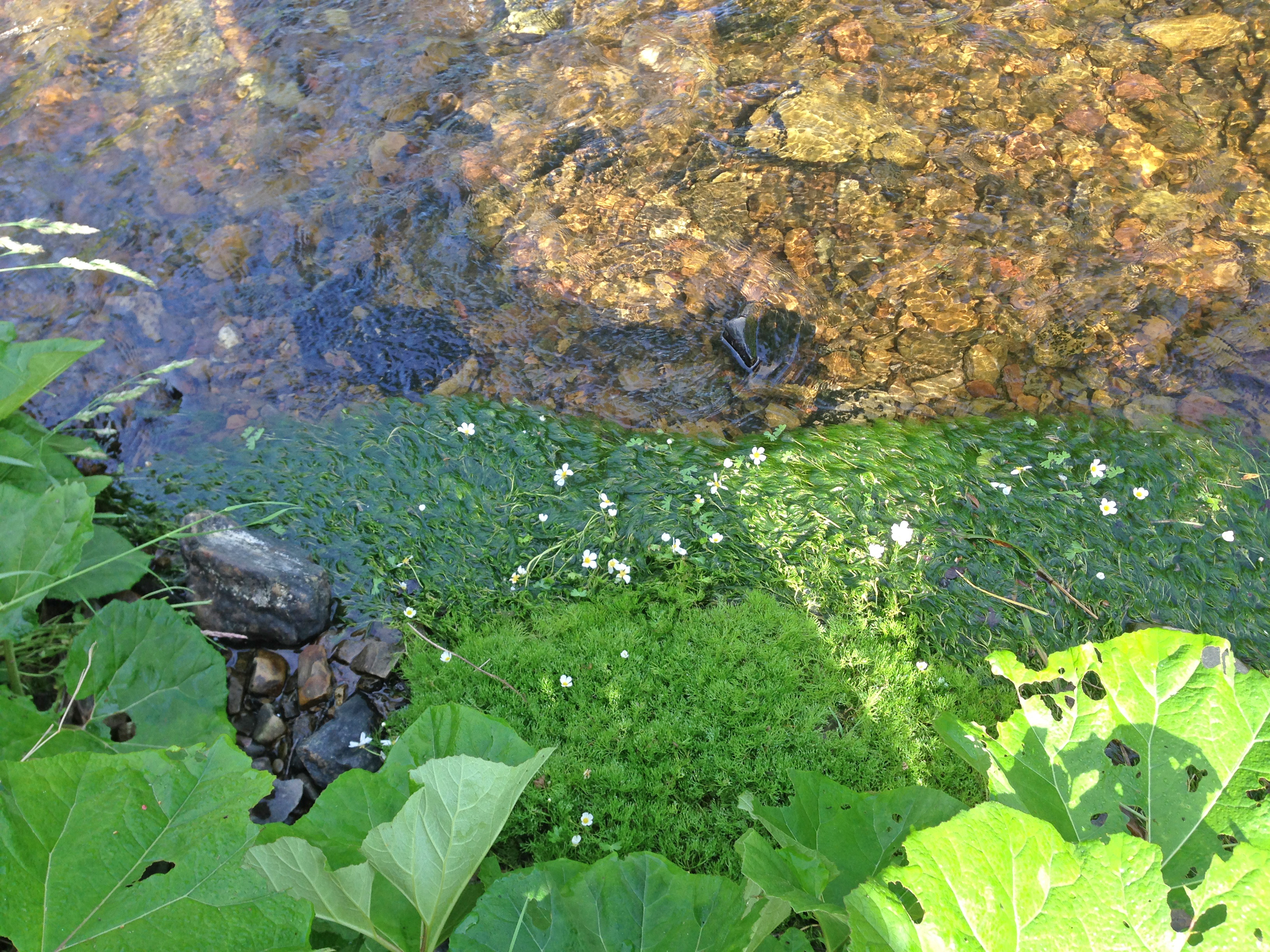
Wasserhahnenfuß im Eifgenbach
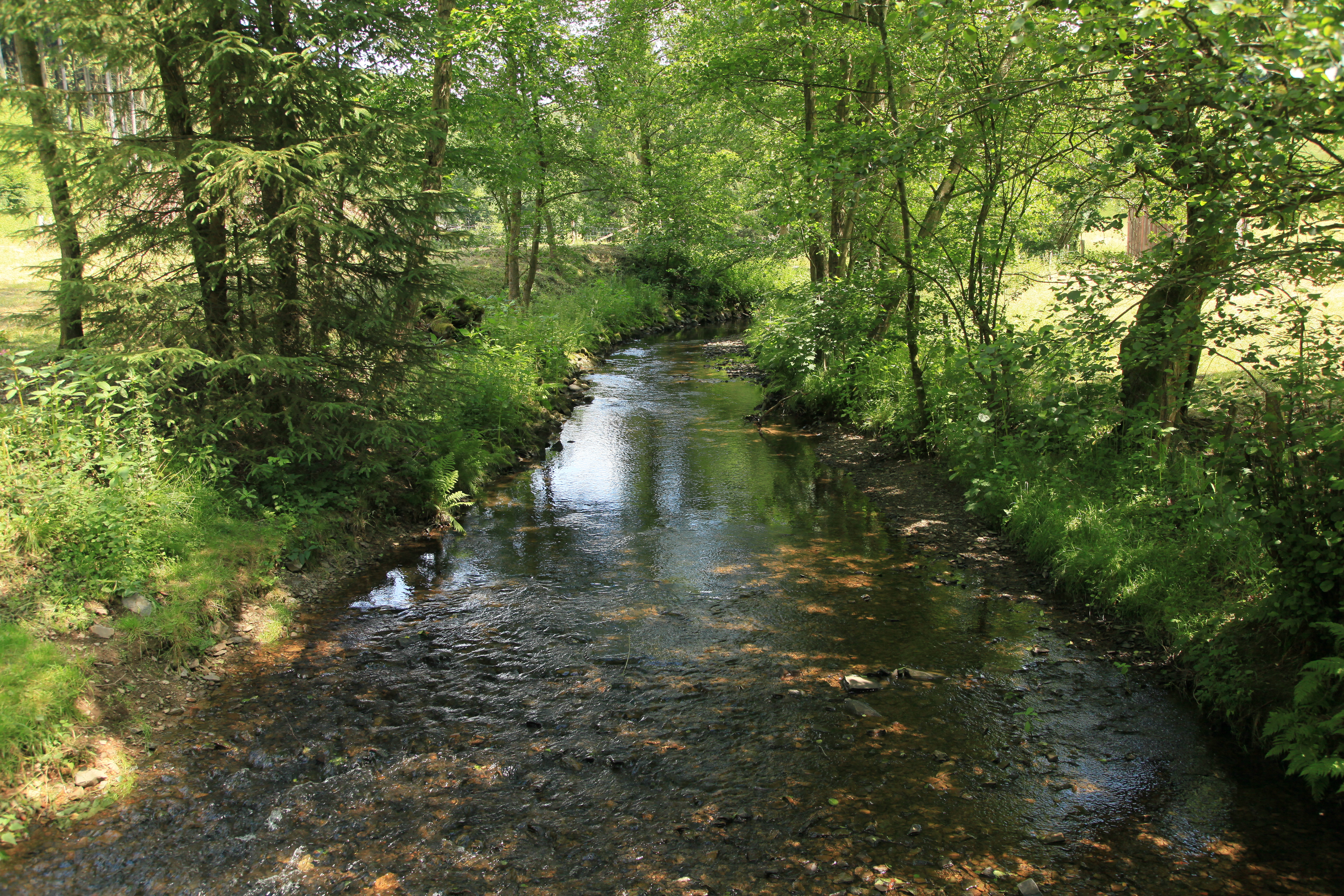
Eifgenbach bei Rausmühle
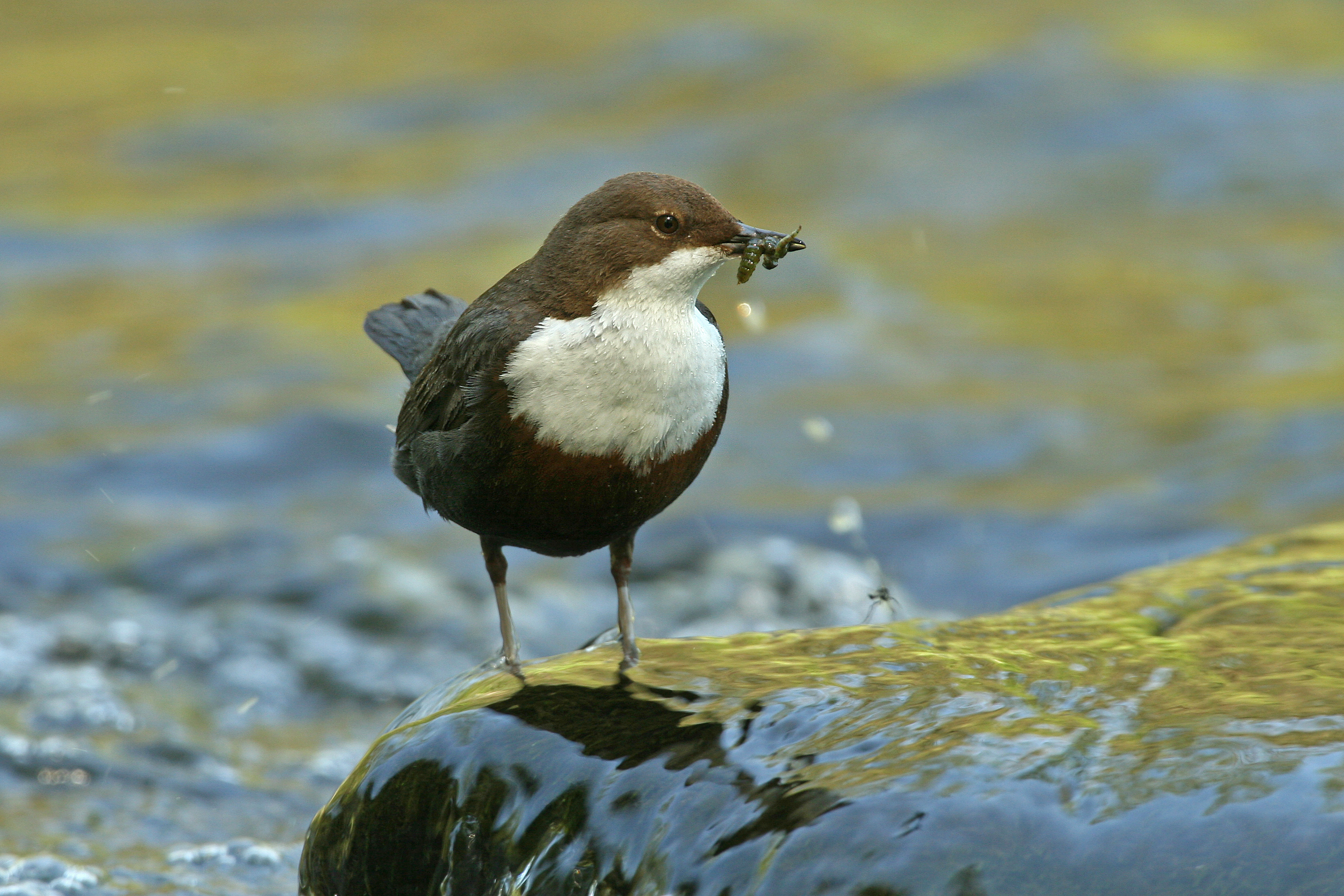
Wasseramsel (Cinclus cinclus)
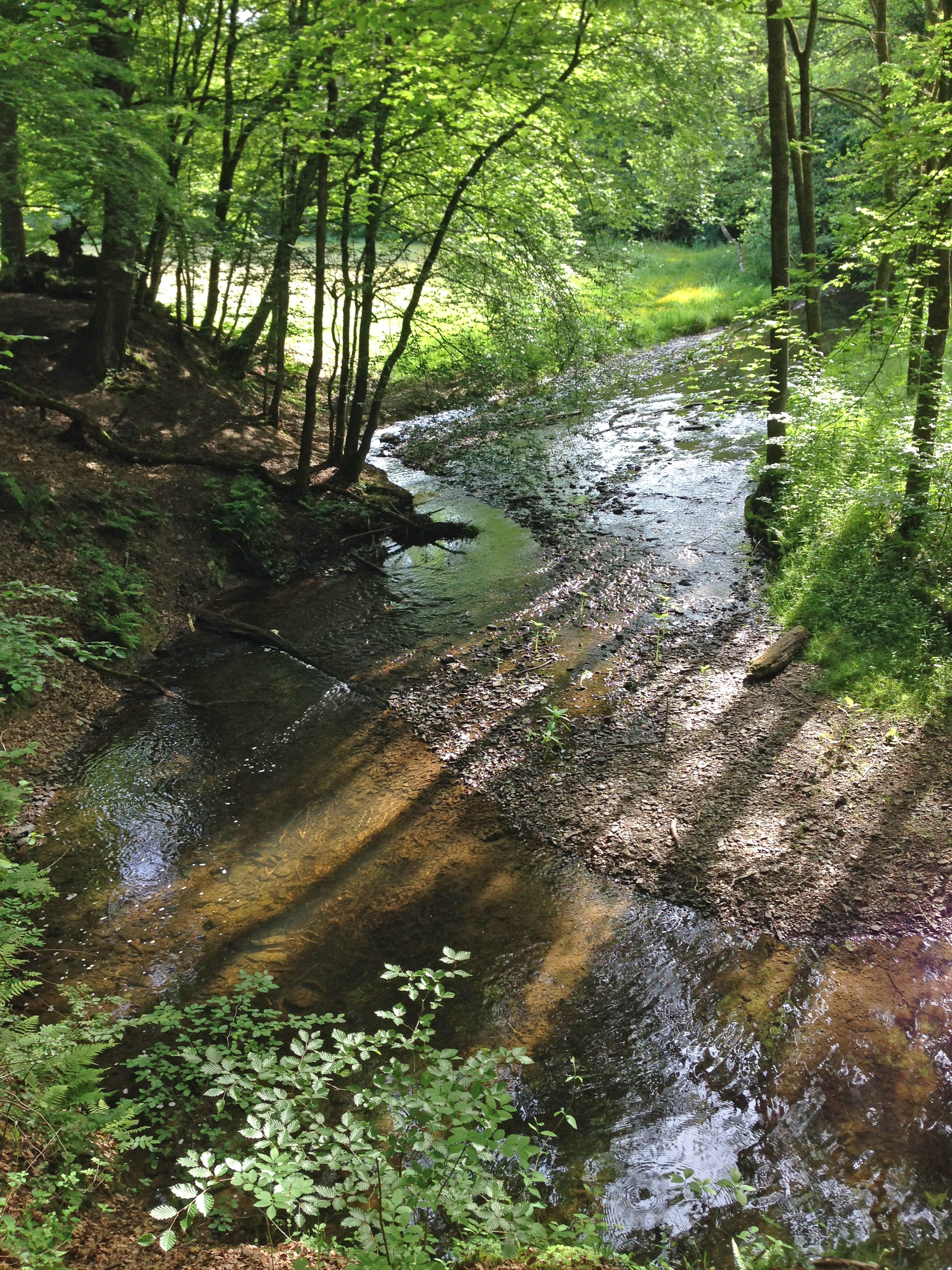
Eifgenbach
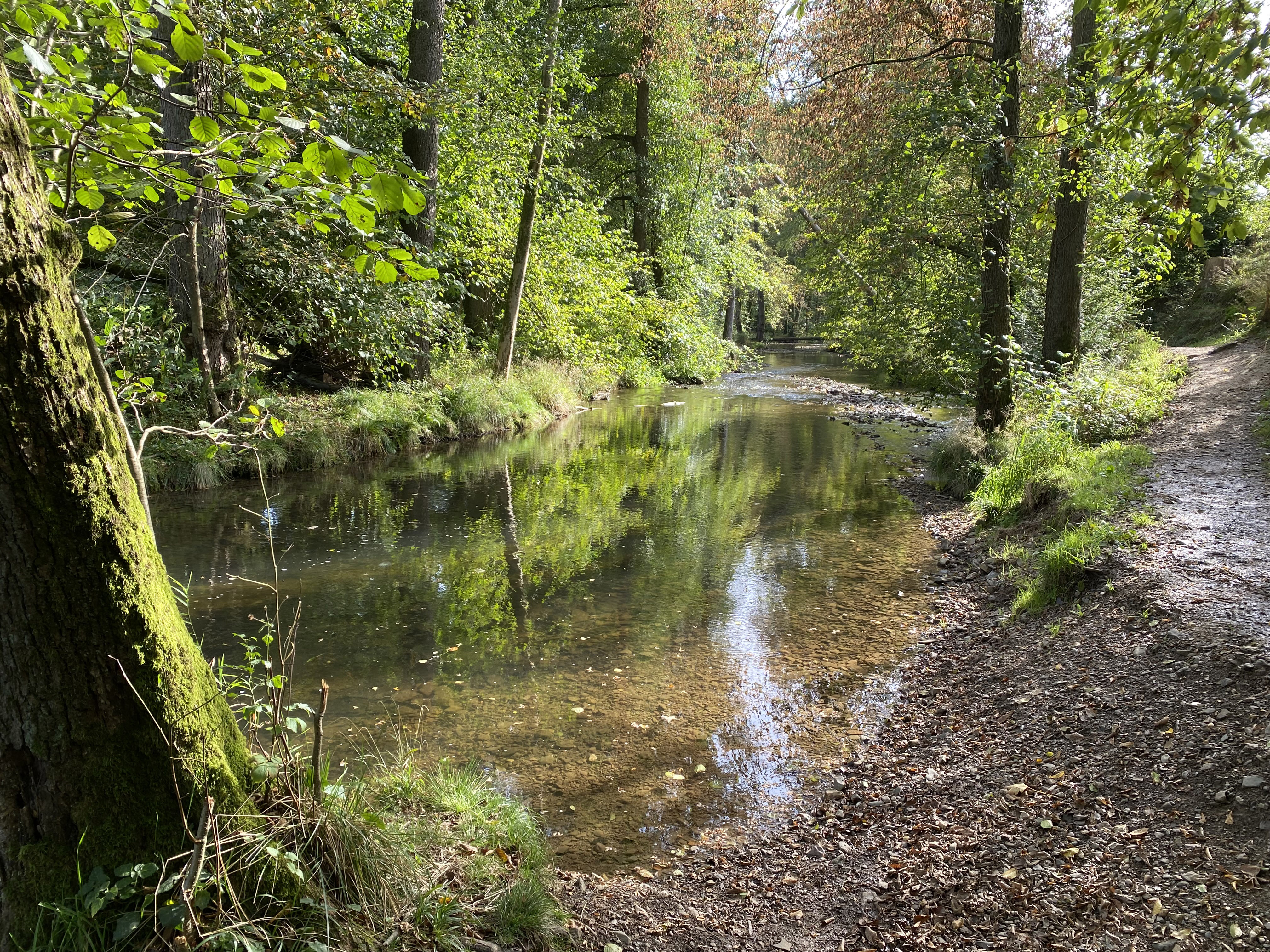
Eifgenbach in Odenthal
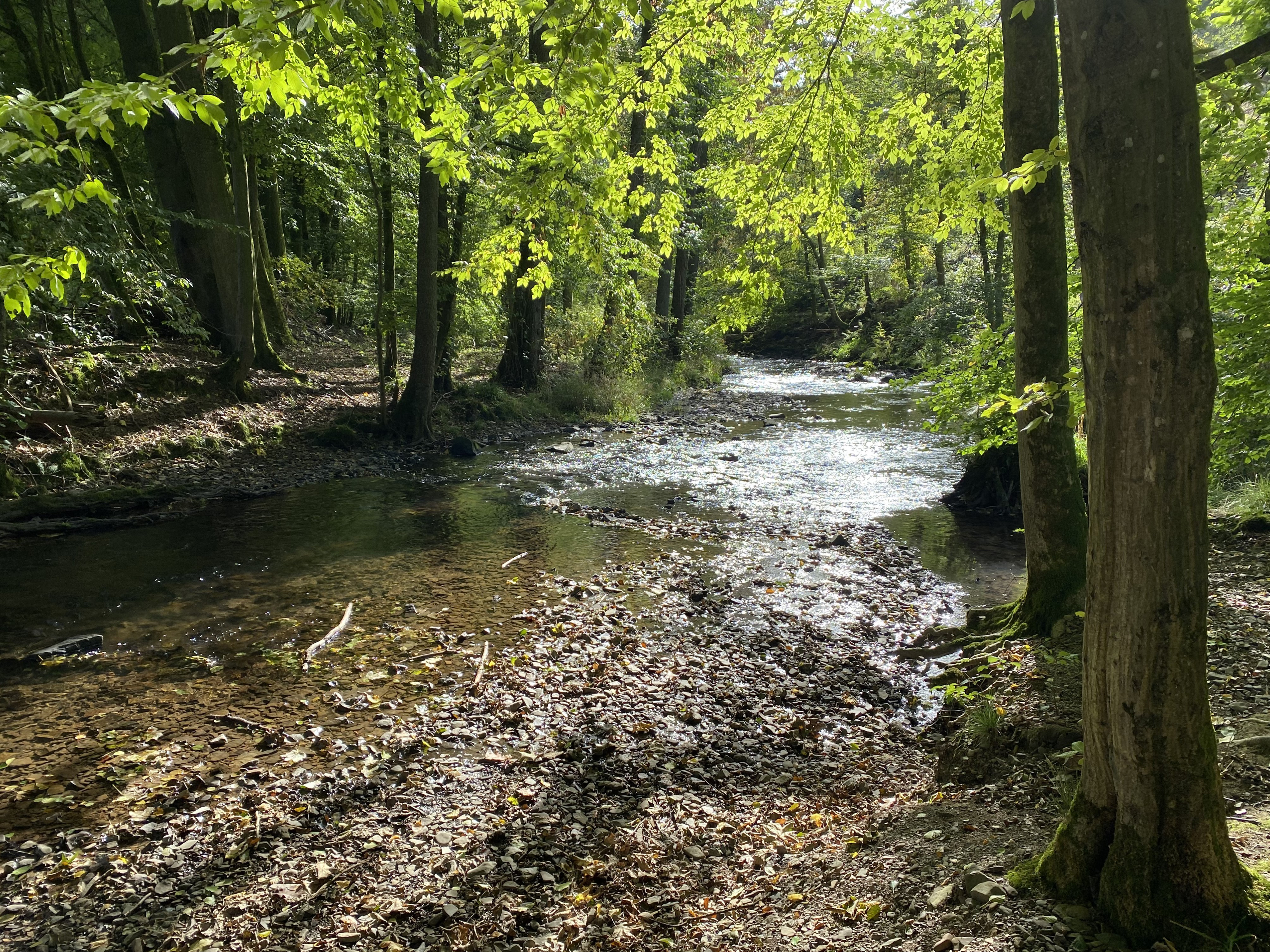
Eifgenbach in Odenthal
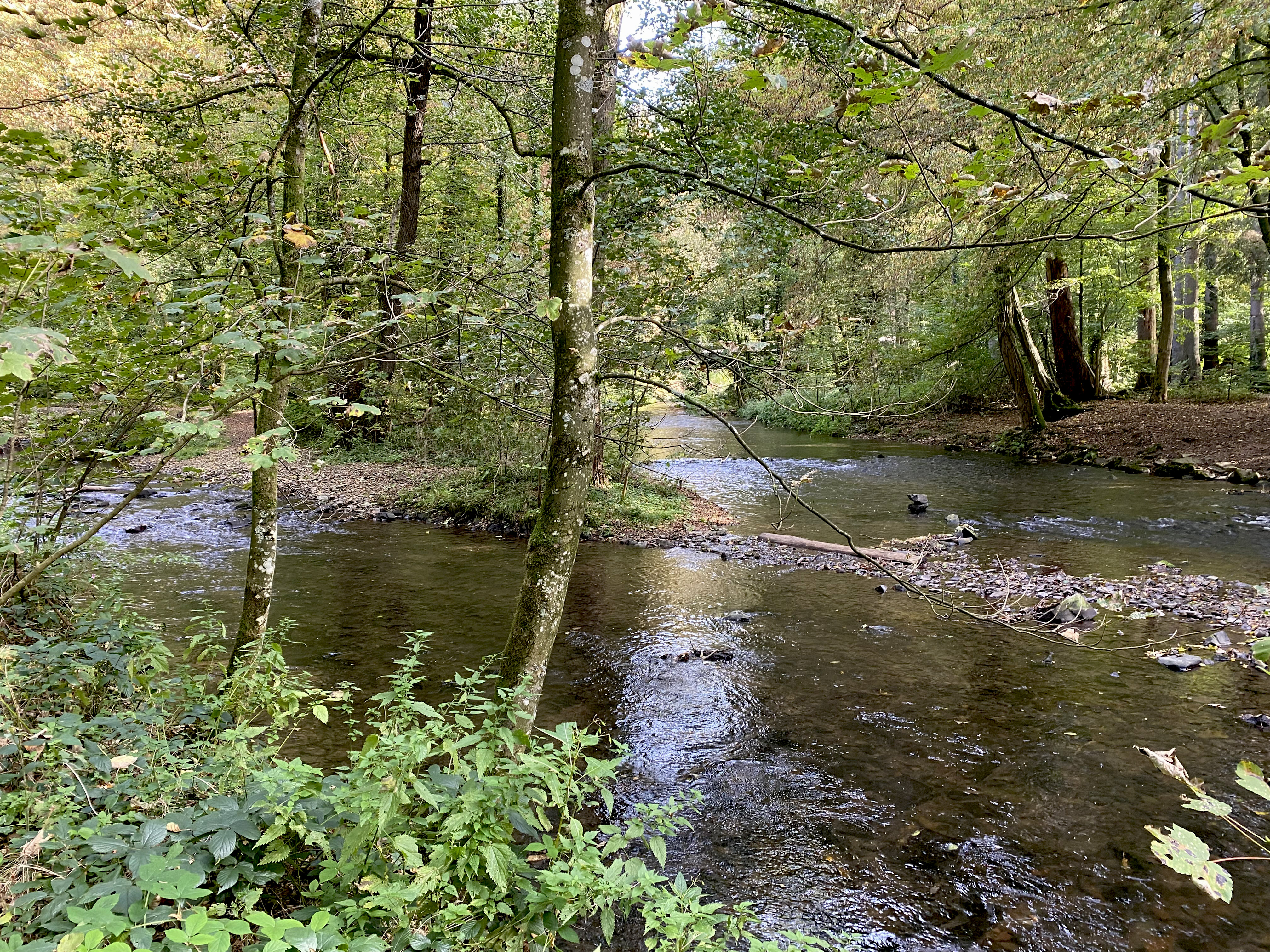
Mündung Eifgenbach in die Dhünn (rechts) in Odenthal

## FFH-Gebiet
Das Naturschutzgebiet Eifgenbachtal und Seitentäler mit Seitentälern wurde in Ausführung des Paragraphen 48c LG in Verbindung mit der Richtlinie 92/43/EWG des Rates vom 21. Mai 1992 zur Erhaltung natürlichen Lebensräume sowie der wildlebenden Tiere und Pflanzen (FFH-Richtlinie) gemäß Paragraph 20 Satz 1 Buchstabe a) LG sowie gemäß Paragraph 20 Satz 2 LG wegen der besonderen Bedeutung des Gebietes zum FFH- und VS-Gebiet DE-4809-301 erklärt.
Der Schutz dient
a) Zur Erhaltung folgender natürlicher Lebensräume von gemeinschaftlichem Interesse gemäß Anhang I der FFH-Richtlinie
- Erlen-, Eschen- und Weichholz-Auenwälder (91E0) als prioritärer Lebensraum,
- Hainsimsen-Buchenwald (9110)
- Stieleichen-Hainbuchenwald (9160),

b) Zur Wiederherstellung folgender natürlicher Lebensräume von gemeinschaftlichem Interesse gemäß Anhang I der FFH-Richtlinie
- Fließgewässer mit Unterwasservegetation (3260),

c) Zur Erhaltung folgender wildlebender Tier- und Pflanzenarten von gemeinschaftlichem Interesse gemäß Anhang II der FFH-Richtlinie
- Flussneunauge (Lampetra fluviatilis),
- Bachneunauge (Lampetra planeri),
- Groppe (Cottus gobio)